# Saison 1926-1927 des Rangers de New York
Autres saisons
La saison 1926-1927 est la première saison de hockey sur glace jouée par les Rangers de New York dans la Ligue nationale de hockey.

## Saison régulière

### Contexte de la saison
En 1926, le propriétaire du Madison Square Garden, Georges L. « Tex » Rickard, voit le succès de l'équipe, de hockey sur glace des Americans de New York fondés l'année précédente et qui évoluent dans son bâtiment. Il décide alors d'avoir sa propre équipe ; malgré l'accord verbal fait aux Americans d'être les seuls occupants du Madison Square garden, il obtient une franchise de la LNH le 15 mai 1926 pour la somme de 50 000 dollars américain. Le nom de la franchise, qui aurait dû originellement être les New Yorks Giants est finalement décidé par les journaux de l'époque qui surnomment l'équipe les Tex's Rangers,, en référence à la force de police de l'État du Texas où Rickard a grandi, les Texas Rangers.
Pour former l'équipe, Rickard fait appel à Conn Smythe qu'il nomme premier directeur-général de la franchise. Celui-ci fait alors signer les agents libres Clarence Abel, Murray Murdoch, Ching Johnson, Lorne Chabot, Paul Thompson et Billy Boyd ; il achète également Reg Mackey et Ollie Reinikka aux Maroons de Vancouver, Hal Winkler aux Tigers de Calgary, les frères Bill et Bun Cook aux Crescents de Saskatoon et, sur proposition de ces derniers, Frank Boucher pour qui le club débourse 15 000 dollars ce qui représente près de la moitié du montant de la nouvelle équipe pour laquelle Smythe débourse un total de 32 000 dollars. Smythe ne reste cependant pas longtemps aux commandes de l'équipe et il est remplacé par Lester Patrick avant le début du camp d'entraînement. Pour attirer les spectateurs, le publicitaire Johnny Bruno a l'idée de miser sur les nombreux groupes ethniques de la ville modifie le nom de deux des joueurs sur la liste officielle ; ainsi, Chabot devient Shabotsky et Reinikka devient Rocco, espérant ainsi attirer les communautés juives et italiennes mais cette idée est rapidement abandonnée, les deux joueurs n'aimant pas leur nouveau nom.
Le 16 novembre 1926, devant plus de 13 000 spectateurs, les Rangers disputent leur match inaugural contre les champions en titre, les Maroons de Montréal, et le remportent sur le score de 1-0 grâce à un blanchissage de Winkler et au but vainqueur de leur capitaine Bill Cook. Après un deuxième match victorieux 5-1 à Toronto contre les Saint-Patricks, ils connaissent leur première défaite le 25 novembre, à Pittsburgh, match que les Pirates remportent 2-0.
Après quatre victoires lors des cinq premiers matchs de leur histoire au mois de novembre, les Rangers connaissent un mois de décembre plus difficile, concédant cinq défaites et un match nul contre trois victoires seulement, et terminent l'année 1926 à la deuxième place de la division Américaine derrière les Black Hawks de Chicago. L'année 1927 débute bien pour les Rangers qui enregistrent six matchs consécutifs sans défaite ; ils perdent leur premier et seul match de janvier contre Boston avant de terminer le mois en tête de leur division avec huit points d'avance sur les Bruins. Lors des deux derniers mois de la saison régulière, les Rangers ne perdent que six rencontres contre dix victoires et trois matchs nuls ; ils sont assurés de terminer à la première place de la division le 17 mars, après une victoire contre les Cougars de Détroit qui leur donne neuf points d'avance sur les Bruins à qui il ne reste que quatre matchs à jouer,. Pour leur première saison, les Rangers remportent leur division, terminent à la troisième place de la ligue derrière les Sénateurs d'Ottawa et les Canadiens de Montréal et se qualifient ainsi pour les séries éliminatoires.

### Classement
La première équipe de la division est qualifiée directement pour la demi-finale de la Coupe Stanley. Les équipes classées aux deuxièmes et troisièmes places se rencontrent pour déterminer son adversaire.
| Clt   | Équipe                 | PJ | V  | D  | N | BP  | BC  | Pts |
| ----- | ---------------------- | -- | -- | -- | - | --- | --- | --- |
| +001, | Rangers de New York    | 44 | 25 | 13 | 6 | 95  | 72  | 56  |
| +002, | Bruins de Boston       | 44 | 21 | 20 | 3 | 97  | 89  | 45  |
| +003, | Black Hawks de Chicago | 44 | 19 | 22 | 3 | 115 | 116 | 41  |
| +004, | Pirates de Pittsburgh  | 44 | 15 | 26 | 3 | 79  | 108 | 33  |
| +005, | Cougars de Detroit     | 44 | 12 | 28 | 4 | 76  | 105 | 28  |

- Qualifié pour la demi-finale de la Coupe Stanley
- Qualifié pour les quarts de finale de la Coupe Stanley

### Match après match
Ce tableau reprend les résultats de l'équipe au cours de la saison, les buts marqués par les Rangers étant inscrits en premier.
| No | Date        | Résultat  | Adversaire                  | Score | Bilan ( V - D - N ) | Pts |
| -- | ----------- | --------- | --------------------------- | ----- | ------------------- | --- |
| 1  | 16 novembre | victoire  | Maroons de Montréal         | 1-0   | (1-0-0)             | 2   |
| 2  | 20 novembre | victoire  | @ Saint Patricks de Toronto | 5-1   | (2-0-0)             | 4   |
| 3  | 25 novembre | défaite   | @ Pirates de Pittsburgh     | 0-2   | (2-1-0)             | 4   |
| 4  | 27 novembre | victoire  | @ Canadiens de Montréal     | 2-0   | (3-1-0)             | 6   |
| 5  | 30 novembre | victoire  | Black Hawks de Chicago      | 4-3   | (4-1-0)             | 8   |
| 6  | 4 décembre  | défaite   | @ Det Cougars               | 0-1   | (4-2-0)             | 8   |
| 7  | 7 décembre  | victoire  | @ Bruins de Boston          | 1-0   | (5-2-0)             | 10  |
| 8  | 12 décembre | victoire  | Bruins de Boston            | 2-1   | (6-2-0)             | 12  |
| 9  | 15 décembre | défaite   | @ Black Hawks de Chicago    | 2-6   | (6-3-0)             | 13  |
| 10 | 19 décembre | match nul | Cougars de Détroit          | 1-1   | (6-3-1)             | 13  |
| 11 | 21 décembre | victoire  | Pirates de Pittsburgh       | 1-0   | (7-3-1)             | 15  |
| 12 | 23 décembre | défaite   | @ Ott Senators              | 0-1   | (7-4-1)             | 15  |
| 13 | 26 décembre | défaite   | @ NY Americans              | 2-5   | (7-5-1)             | 15  |
| 14 | 28 décembre | défaite   | Sénateurs d'Ottawa          | 2-3   | (7-6-1)             | 15  |
| 15 | 1er janvier | victoire  | @ Black Hawks de Chicago    | 4-0   | (8-6-1)             | 17  |
| 16 | 6 janvier   | victoire  | Canadiens de Montréal       | 1-0   | (9-6-1)             | 19  |
| 17 | 9 janvier   | victoire  | Cougars de Détroit          | 4-1   | (10-6-1)            | 21  |
| 18 | 11 janvier  | victoire  | @ Maroons de Montréal       | 3-2   | (11-6-1)            | 23  |
| 19 | 13 janvier  | match nul | Saint Patricks de Toronto   | 1-1   | (11-6-2)            | 24  |
| 20 | 16 janvier  | victoire  | Black Hawks de Chicago      | 5-4   | (12-6-2)            | 26  |
| 21 | 18 janvier  | défaite   | @ Bruins de Boston          | 3-7   | (12-7-2)            | 26  |
| 22 | 20 janvier  | match nul | Bruins de Boston            | 2-2   | (12-7-3)            | 27  |
| 23 | 23 janvier  | victoire  | Americans de New York       | 2-0   | (13-7-3)            | 29  |
| 24 | 27 janvier  | victoire  | @ Canadiens de Montréal     | 3-2   | (14-7-3)            | 31  |
| 25 | 29 janvier  | victoire  | Cougars de Détroit          | 2-0   | (15-7-3)            | 33  |
| 26 | 1er février | défaite   | Canadiens de Montréal       | 0-1   | (15-8-3)            | 33  |
| 27 | 6 février   | victoire  | Pirates de Pittsburgh       | 2-1   | (16-8-3)            | 35  |
| 28 | 10 février  | victoire  | @ Saint Patricks de Toronto | 3-2   | (17-8-3)            | 37  |
| 29 | 12 février  | victoire  | @ Pirates de Pittsburgh     | 3-2   | (18-8-3)            | 39  |
| 30 | 15 février  | match nul | @ Sénateurs d'Ottawa        | 2-2   | (18-8-4)            | 40  |
| 31 | 17 février  | défaite   | Maroons de Montréal         | 1-4   | (18-9-4)            | 40  |
| 32 | 20 février  | victoire  | Bruins de Boston            | 3-1   | (19-9-4)            | 42  |
| 33 | 22 février  | défaite   | Saint Patricks de Toronto   | 2-3   | (19-10-4)           | 42  |
| 34 | 24 février  | défaite   | Sénateurs d'Ottawa          | 0-1   | (19-11-4)           | 42  |
| 35 | 27 février  | victoire  | @ Americans de New York     | 4-1   | (20-11-4)           | 44  |
| 36 | 1er mars    | défaite   | @ Black Hawks de Chicago    | 0-3   | (20-12-4)           | 44  |
| 37 | 5 mars      | match nul | @ Maroons de Montréal       | 0-0   | (20-12-5)           | 45  |
| 38 | 13 mars     | match nul | @ Cougars de Détroit        | 2-2   | (20-12-6)           | 46  |
| 39 | 15 mars     | victoire  | @ Pirates de Pittsburgh     | 5-0   | (21-12-6)           | 48  |
| 40 | 17 mars     | victoire  | @ Cougars de Détroit        | 2-0   | (22-12-6)           | 50  |
| 41 | 20 mars     | victoire  | Americans de New York       | 2-1   | (23-12-6)           | 52  |
| 42 | 22 mars     | victoire  | Pirates de Pittsburgh       | 4-1   | (24-12-6)           | 54  |
| 43 | 25 mars     | victoire  | Black Hawks de Chicago      | 4-0   | (25-12-6)           | 56  |
| 44 | 26 mars     | défaite   | @ Bruins de Boston          | 3-4   | (25-13-6)           | 56  |

### Classement des joueurs
| Nom            | Poste | PJ | B  | A  | Pts | Pun | Commentaire                                        |
| -------------- | ----- | -- | -- | -- | --- | --- | -------------------------------------------------- |
| Bill Cook      | AD    | 44 | 33 | 4  | 37  | 58  | Capitaine                                          |
| Frank Boucher  | C     | 44 | 13 | 15 | 28  | 17  |                                                    |
| Bun Cook       | AG    | 44 | 14 | 9  | 23  | 42  |                                                    |
| Taffy Abel     | D     | 44 | 8  | 4  | 12  | 78  |                                                    |
| Paul Thompson  | AG    | 43 | 7  | 3  | 10  | 12  |                                                    |
| Murray Murdoch | AG    | 44 | 6  | 4  | 10  | 12  |                                                    |
| Stan Brown     | D     | 24 | 6  | 2  | 8   | 14  |                                                    |
| Bill Boyd      | AD    | 41 | 4  | 1  | 5   | 40  |                                                    |
| Ching Johnson  | D     | 27 | 3  | 2  | 5   | 66  |                                                    |
| Leo Bourgeault | D     | 20 | 1  | 1  | 2   | 28  | Commence la saison avec les Maple Leafs de Toronto |
| Lester Patrick |       | 1  | 0  | 0  | 0   | 2   |                                                    |
| Ollie Reinikka | A     | 16 | 0  | 0  | 0   | 0   |                                                    |
| Reg Mackey     | D     | 34 | 0  | 0  | 0   | 16  |                                                    |

| Nom          | PJ | V  | D | N | Min   | BC | BL | M    | Commentaire                                 |
| ------------ | -- | -- | - | - | ----- | -- | -- | ---- | ------------------------------------------- |
| Lorne Chabot | 36 | 22 | 9 | 5 | 2 307 | 56 | 10 | 1,46 |                                             |
| Hal Winkler  | 8  | 3  | 4 | 1 | 514   | 16 | 2  | 1,87 | Termine la saison avec les Bruins de Boston |

## Séries éliminatoires
Lors des deux premières rondes, les équipes se rencontrent deux fois, la qualification se jouant au nombre de buts marqués. La finale se joue au meilleur des cinq matchs.
Les Rangers ayant remporté leur division sont automatiquement qualifiés pour le deuxième tour des séries. Les Bruins, deuxièmes de la division, et les Blackhawks, troisièmes, s'affrontent au premier tour pour déterminer leurs futurs adversaires. Les Bruins surclassent les Blackhawks 6-1 lors du premier match avant de faire match nul 4-4 dans le deuxième et de se qualifier ainsi 10 buts contre 5. Lors du premier match entre les Bruins et les Rangers, les deux gardiens, Lorne Chabot et Hal Winkler, qui avait commencé la saison avec les Rangers, arrêtent tous les tirs pour obtenir chacun un blanchissage. Les Rangers perdent le deuxième match 3-1 à New York, et sont éliminés des séries 3 buts à 1.

### Arbre de qualification
|  | Quarts de finale       | Quarts de finale       | Quarts de finale      | Quarts de finale      |                    |                    | Demi-finales | Demi-finales | Demi-finales | Demi-finales |  |  | Finale               | Finale               | Finale               | Finale               |
|  |                        |                        |                       |                       |                    |                    |              |              |              |              |  |  |                      |                      |                      |                      |
|  |                        |                        |                       |                       |                    |                    | 2 et 4 avril | 2 et 4 avril | 2 et 4 avril | 2 et 4 avril |  |  | 7, 9, 11 et 13 avril | 7, 9, 11 et 13 avril | 7, 9, 11 et 13 avril | 7, 9, 11 et 13 avril |
|  |                        |                        |                       |                       |                    |                    | 2 et 4 avril | 2 et 4 avril | 2 et 4 avril | 2 et 4 avril |  |  | 7, 9, 11 et 13 avril | 7, 9, 11 et 13 avril | 7, 9, 11 et 13 avril | 7, 9, 11 et 13 avril |
|  |                        |                        |                       |                       |                    |                    | 2 et 4 avril | 2 et 4 avril | 2 et 4 avril | 2 et 4 avril |  |  | 7, 9, 11 et 13 avril | 7, 9, 11 et 13 avril | 7, 9, 11 et 13 avril | 7, 9, 11 et 13 avril |
|  |                        |                        |                       |                       |                    |                    | 2 et 4 avril | 2 et 4 avril | 2 et 4 avril | 2 et 4 avril |  |  | 7, 9, 11 et 13 avril | 7, 9, 11 et 13 avril | 7, 9, 11 et 13 avril | 7, 9, 11 et 13 avril |
|  |                        |                        |                       |                       |                    |                    | 2 et 4 avril | 2 et 4 avril | 2 et 4 avril | 2 et 4 avril |  |  | 7, 9, 11 et 13 avril | 7, 9, 11 et 13 avril | 7, 9, 11 et 13 avril | 7, 9, 11 et 13 avril |
|  | Sénateurs d'Ottawa     | Sénateurs d'Ottawa     | 5                     | 5                     |                    |                    |              |              |              |              |  |  | 7, 9, 11 et 13 avril | 7, 9, 11 et 13 avril | 7, 9, 11 et 13 avril | 7, 9, 11 et 13 avril |
|  | Sénateurs d'Ottawa     | Sénateurs d'Ottawa     | 5                     | 5                     | 29 et 31 mars      |                    |              |              |              |              |  |  | 7, 9, 11 et 13 avril | 7, 9, 11 et 13 avril | 7, 9, 11 et 13 avril | 7, 9, 11 et 13 avril |
|  |                        |                        | Canadiens de Montréal | Canadiens de Montréal | 1                  | 1                  |              |              |              |              |  |  | 7, 9, 11 et 13 avril | 7, 9, 11 et 13 avril | 7, 9, 11 et 13 avril | 7, 9, 11 et 13 avril |
|  | Canadiens de Montréal  | Canadiens de Montréal  | Canadiens de Montréal | Canadiens de Montréal | 1                  | 1                  | 2            | 2            |              |              |  |  | 7, 9, 11 et 13 avril | 7, 9, 11 et 13 avril | 7, 9, 11 et 13 avril | 7, 9, 11 et 13 avril |
|  | Canadiens de Montréal  | Canadiens de Montréal  | 2 et 4 avril          |                       |                    |                    | 2            | 2            |              |              |  |  | 7, 9, 11 et 13 avril | 7, 9, 11 et 13 avril | 7, 9, 11 et 13 avril | 7, 9, 11 et 13 avril |
|  | Maroons de Montréal    | Maroons de Montréal    | 1                     | 1                     |                    |                    |              |              |              |              |  |  | 7, 9, 11 et 13 avril | 7, 9, 11 et 13 avril | 7, 9, 11 et 13 avril | 7, 9, 11 et 13 avril |
|  | Maroons de Montréal    | Maroons de Montréal    | 1                     | 1                     | Sénateurs d'Ottawa | Sénateurs d'Ottawa | 2            | 2            |              |              |  |  |                      |                      |                      |                      |
|  |                        |                        |                       |                       | Sénateurs d'Ottawa | Sénateurs d'Ottawa | 2            | 2            |              |              |  |  |                      |                      |                      |                      |
|  |                        |                        | Bruins de Boston      | Bruins de Boston      | 0                  | 0                  |              |              |              |              |  |  |                      |                      |                      |                      |
|  |                        |                        |                       |                       | 0                  | 0                  |              |              |              |              |  |  |                      |                      |                      |                      |
|  |                        |                        |                       |                       |                    |                    |              |              |              |              |  |  |                      |                      |                      |                      |
|  |                        |                        |                       |                       |                    |                    |              |              |              |              |  |  |                      |                      |                      |                      |
|  | Rangers de New York    | Rangers de New York    | 1                     | 1                     |                    |                    |              |              |              |              |  |  |                      |                      |                      |                      |
|  | Rangers de New York    | Rangers de New York    | 1                     | 1                     | 29 et 31 mars      |                    |              |              |              |              |  |  |                      |                      |                      |                      |
|  |                        |                        | Bruins de Boston      | Bruins de Boston      | 3                  | 3                  |              |              |              |              |  |  |                      |                      |                      |                      |
|  | Bruins de Boston       | Bruins de Boston       | Bruins de Boston      | Bruins de Boston      | 3                  | 3                  | 10           | 10           |              |              |  |  |                      |                      |                      |                      |
|  | Bruins de Boston       | Bruins de Boston       |                       |                       |                    |                    |              | 10           |              |              |  |  |                      |                      |                      |                      |
|  | Black Hawks de Chicago | Black Hawks de Chicago | 5                     | 5                     |                    |                    |              |              |              |              |  |  |                      |                      |                      |                      |
|  | Black Hawks de Chicago | Black Hawks de Chicago | 5                     | 5                     |                    |                    |              |              |              |              |  |  |                      |                      |                      |                      |
|  |                        |                        |                       |                       |                    |                    |              |              |              |              |  |  |                      |                      |                      |                      |

### Classement des joueurs
| Nom            | Poste | PJ | B | A | Pts | Pun | Commentaire |
| -------------- | ----- | -- | - | - | --- | --- | ----------- |
| Bill Cook      | AD    | 2  | 1 | 0 | 1   | 6   |             |
| Taffy Abel     | D     | 2  | 0 | 1 | 1   | 8   |             |
| Frank Boucher  | C     | 2  | 0 | 0 | 0   | 4   |             |
| Bun Cook       | AG    | 2  | 0 | 0 | 0   | 6   |             |
| Paul Thompson  | AG    | 2  | 0 | 0 | 0   | 0   |             |
| Murray Murdoch | AG    | 2  | 0 | 0 | 0   | 0   |             |
| Stan Brown     | D     | 2  | 0 | 0 | 0   | 0   |             |
| Ching Johnson  | D     | 2  | 0 | 0 | 0   | 8   |             |
| Leo Bourgeault | D     | 2  | 0 | 0 | 0   | 4   |             |
| Reg Mackey     | D     | 2  | 0 | 0 | 0   | 0   |             |

| Nom          | PJ | V | D | N | Min | BC | BL | M   | Commentaire |
| ------------ | -- | - | - | - | --- | -- | -- | --- | ----------- |
| Lorne Chabot | 2  | 0 | 1 | 1 | 120 | 3  | 1  | 1,5 |             |